# Regno di Croazia (Medioevo)
Il Regno di Croazia e Dalmazia, citato anche semplicemente come Regno di Croazia, noto anche col nome di Regno dei Croati, fu uno stato storico europeo esistito nel Basso Medioevo nella penisola balcanica, tra la costa adriatica e la Pianura Pannonica.
Fondato nel 925, esso rimase stato indipendente per quasi due secoli. La sua esistenza venne caratterizzata da una serie di conflitti coi veneziani, coi bulgari, coi magiari e, solo occasionalmente, con lo Stato Pontificio. L'obiettivo di promuovere la lingua slava nelle messe venne inizialmente portata avanti dal X secolo dal vescovo Gregorio di Nona.
Nel 1102, dopo un periodo di tempo a seguito della crisi della dinastia Trpimirović, l'autonomia del regno venne notevolmente ridotta: quando esso passò formalmente sotto il controllo del regno d'Ungheria pur mantenendo la propria sovranità col re ungherese sovrano ad personam sul trono croato. A seguito della battaglia di Mohács, l'Ungheria perdette la Croazia che venne annessa direttamente ai possedimenti degli Asburgo d'Austria e mantenne il titolo di regno solo formalmente, divenendo de facto una provincia dell'Impero.

## Storia

### I primi stati croati

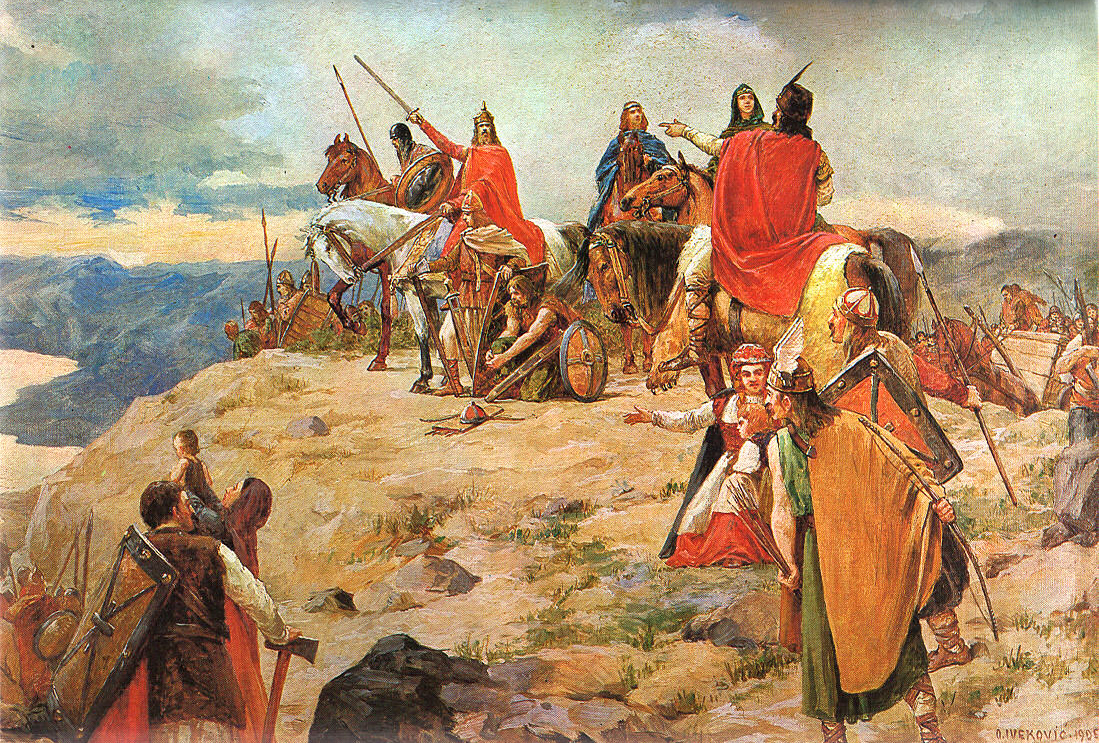
L'arrivo dei Croati nel Mediterraneo dipinto di Oton Iveković.

Ad oggi non vi sono informazioni scritte relative all'arrivo dei primi Croati nell'area oggi identificata come Croazia né vi sono eventi degni di nota che per decenni abbiano interessato quest'area geografica. La maggior parte delle informazioni relative dunque ai primi periodi di vita del regno di Croazia sono da riferirsi a scritti di epoche successive, basate sulla tradizione orale.
I Croati erano una tribù protoslava proveniente nei Balcani dall'area corrispondente all'attuale Polonia orientale e Ucraina occidentale, i croati bianchi. Molti studiosi moderni sono propensi nel ritenere che queste prime popolazioni croate fossero essenzialmente dedite all'agricoltura e che fossero governate dagli Alani, una popolazione di origini iraniane. Non è chiaro quanto gli Alani abbiano contribuito all'affermazione dell'identità croata, ma certamente influenzarono l'aspetto filologico ed etimologico della parlata locale.
Il libro De Administrando Imperio, scritto dall'imperatore bizantino Costantino VII Porfirogenito nel X secolo, è la fonte più referenziata circa la migrazione delle popolazioni slave nell'Europa sudorientale. Secondo tale fonte, la migrazione dei croati per la formazione dei loro nuovi domini ebbe luogo a partire dall'anno 600 dall'attuale Galizia verso la pianura pannonica, sotto la guida degli Avari, verso la provincia di Dalmazia, retta dall'Impero Romano orientale. Il De Administrando Imperio riporta inoltre la tradizione popolare secondo la quale i Croati vennero guidati nello specifico da cinque fratelli, Klukas, Lobel, Kosenc, Muhlo e Hrvat, e dalle loro due sorelle, Tuga e Buga.
La seconda ondata migratoria, probabilmente iniziata attorno al 620, ebbe inizio quando i Croati vennero invitati dall'imperatore Eraclio nell'Impero bizantino.
Il De Administrando Imperio menziona anche un'altra versione degli eventi secondo la quale i Croati non vennero invitati da Eraclio, ma invece avessero sconfitto gli Avari e si fossero insediati nei loro domini. Tale tesi venne supportata anche dall'Historia Salonitana di Tommaso Arcidiacono del XIII secolo.
L'arcidiacono Tommaso, come del resto le Cronache del Prete di Doclea del XII secolo, riportano che i Croati rimasero sottomessi ai Goti (al comando all'epoca di Totila) coi quali occuparono e razziarono la provincia romana di Dalmazia. La Cronaca di Doclea parla di un'invasione gotica (sotto la guida del capo "Svevlad", e poi dei suoi discendenti "Selimir" e "Ostroilo").

### La formazione del principato

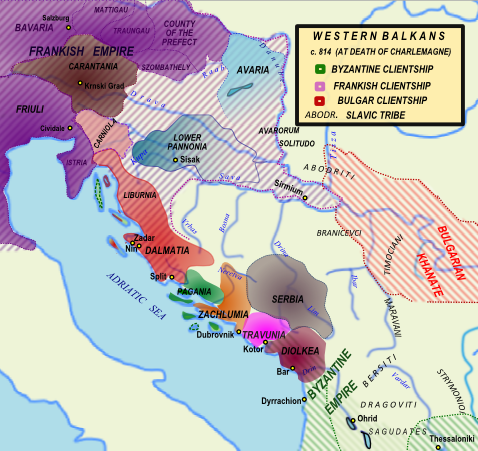
La Sklaviniae adriatica nell'800 circa, secondo Nada Klaić

Il Principato di Croazia nell'850 circa. La Savia era probabilmente sotto il diretto controllo franco

Le terre croate durante gli anni bui della storiografia medievale, si trovavano ad essere collocate tra le tre maggiori entità statali dell'epoca: L'Impero Romano d'Oriente che aveva il controllo sulle principali città stato della Dalmazia e sulle isole, i Franchi che aspiravano al controllo delle terre settentrionali e gli Avari prima, seguiti poi dai Magiari a nordest. Il quarto gruppo rilevante, ma non così potente da condizionare lo stato croato, era composto dagli Slavi, dai Serbi e dai Bulgari a sud-est.
La parte settentrionale del principato divenne soggetta all'impero carolingio attorno all'anno 800, quando nel 796 il principe croato Vojnomiro si schierò coi Franchi. Questi stabilirono il controllo nella regione tra la Sava, la Drava ed il Danubio che erano sottoposte al margravio del Friuli. Il patriarcato di Aquileia ottenne la gestione religiosa dell'area. Carlo Magno invase la porzione dalmaziana della Croazia nel 799, contestandone la sovranità bizantina e conquistandola definitivamente nell'803. Il principe che capeggiò i Croati all'epoca era Višeslav.
L'invasione di Carlomagno nelle città dalmaziane provocò la guerra con l'Impero Romano d'Oriente che si concluse con un accordo secondo il quale Bisanzio restaurò il proprio controllo sulle città stato e sulle isole mentre Carlomagno mantenne per sé l'Istria e la Dalmazia interna. Dopo la morte di Carlomagno nell'814, l'influenza franca diminuì moltissimo, e Ljudevit Posavski guidò la Pannonia in una ribellione (819). I margravi franchi inviarono delle armate nell'820, 821 e 822, ma ogni volta essi fallirono nella repressione delle forze ribelli. Gran parte della Croazia rimase comunque sotto la sovranità franca sino al IX secolo.
Si creò dunque un principato soggetto formalmente ai franchi ma sempre più con connotazioni indipendentiste. Il principe Mislav di Croazia (835–845) fu il primo a costituire una marina locale e siglò autonomamente nell'839 un trattato di pace con Pietro Tradonico, doge di Venezia.
Il principe Trpimir I (845–864) succedette a Mislav e vinse infine la guerra contro i Bulgari mantenendo salda la propria sovranità sui territori. Egli tentò contestualmente di consolidare il proprio potere in Dalmazia e nelle regioni interne della Pannonia istituendo delle contee (traendo ispirazione in questo dai Franchi). Trpimir fu inoltre il primo principe della dinastia Trpimirović che governò la Croazia con alcune interruzioni dall'845 al 1091.
Sotto la minaccia dei Saraceni, il principe Domagoj (864–876) utilizzò la propria marina per andare in aiuto dei Franchi che stavano difendendo Bari nell'871. I vascelli croati forzarono inoltre i veneziani a pagare dei tributi per il passaggio sulle coste dalmaziane dell'Adriatico. Il figlio di Domagoj, di nome sconosciuto, resse la Croazia dalmaziana dall'876 all'878. Le sue forze attaccarono l'Istria occidentale nell'876 ma vennero poi sconfitte dai veneziani.
Il successivo principe Zdeslav (878–879) detronizzò il figlio di Domagoj, ma diede poco dopo le dimissioni, vedendo l'avanzata bizantina. Egli venne detronizzato dal principe Branimir (879–892), che era supportato nelle sue azioni dalla chiesa occidentale, e papa Giovanni VIII riconobbe il principato indipendente di Croazia nell'879 sotto il controllo di Branimir, il quale fortificò il proprio stato sotto l'egida di Roma. Dopo la morte di Btranimir, il principe Muncimir (892–910), fratello di Zdeslav, prese il controllo della Dalmazia e governò indipendentemente da qualsiasi forza esterna.
L'ultimo principe a governare sotto la formale sovranità franca fu Braslav (m. nell'897), che morì in guerra contro i Magiari che invadevano le pianure della Pannonia. In Dalmazia, il principe Tomislavo (910–928) succedette a Muncimir. Tomislavo riuscì a reprimere gli attacchi Magiari riportandoli al di là del fiume Drava ed unendo i croati della Dalmazia con quelli della Pannonia in un unico stato.

### Il reame indipendente

#### Fondazione

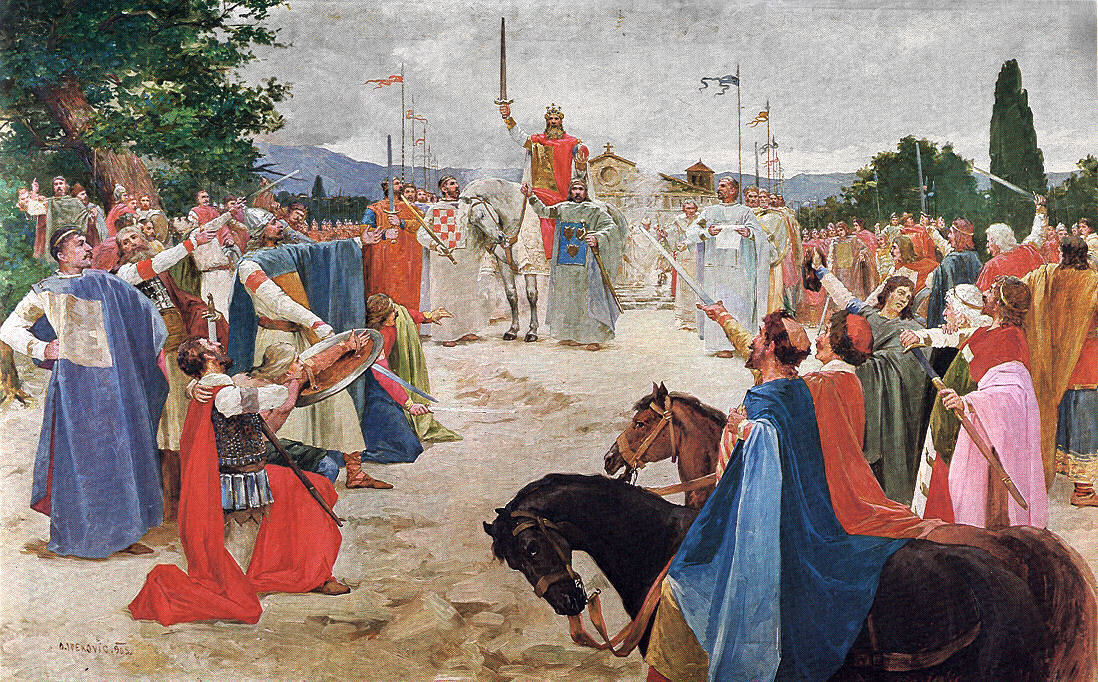
Lincoronazione di re Tomislavo dipinto di Oton Iveković.

Gli Slavi giunsero nell'attuale Croazia nel VII secolo. Il primo regnante croato riconosciuto ufficialmente dal papa fu il principe Branimir, che papa Giovanni VIII indicò come dux Croatorum nell'879. La Croazia venne elevata allo status di regno nel 925, quando re Tomislavo ricevette la corona regale dal legato papale. Egli unì gli slavi della Dalmazia e della Pannonia in un singolo regno proprio nel 925. Lo stato di Tomislavo si estendeva dal Mar Adriatico sino alla Drava e dal fiume Arsa al Drina. Sotto il suo controllo, la Croazia divenne uno dei più potenti regni dei Balcani.
Lo stato venne retto dai membri della dinastia Trpimirović, di origine croata, sino al 1102, quando la corona passò nelle mani della dinastia ungherese degli Arpadi. Il passaggio venne siglato nei Pacta conventa. Il regno di Croazia venne unito in forma personale a quello di Ungheria nel 1102, sotto il controllo del re ungherese. Dopo la dinastia degli Arpad, succedette quella degli Angiò. La Croazia mantenne le proprie istituzioni governative come il Parlamento (in croato: Sabor - un'assemblea di nobili croati) ed un bano (viceré) responsabile dell'amministrazione del territorio nei confronti del re d'Ungheria e Croazia. Inoltre, i nobili croati mantennero le loro terre ed i loro titoli. La Croazia rimase una corona distinta unita però a quella ungherese sino all'abolizione dell'Impero austro-ungarico nel 1918.

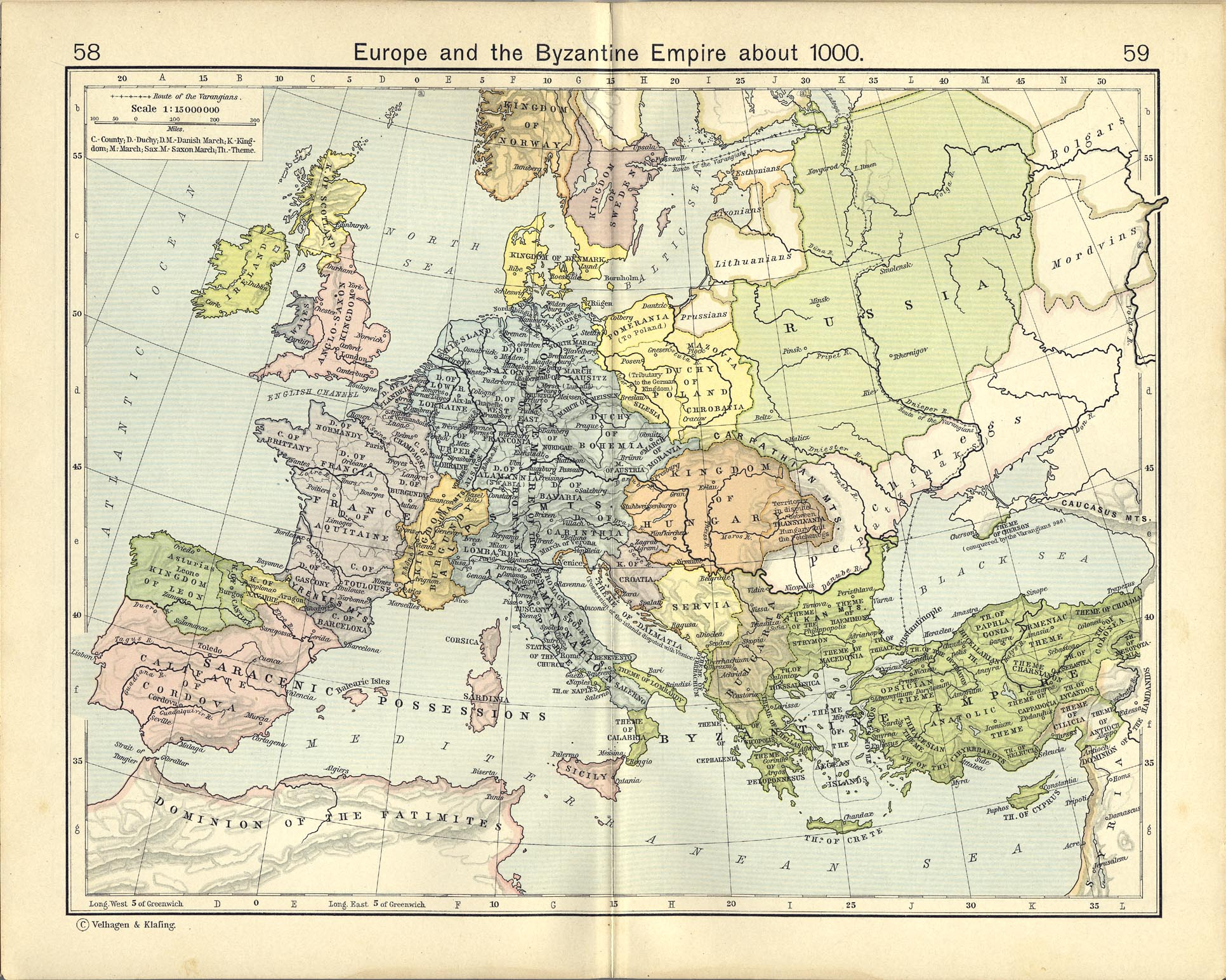
Mappa dell'Europa c. 1000 AD.

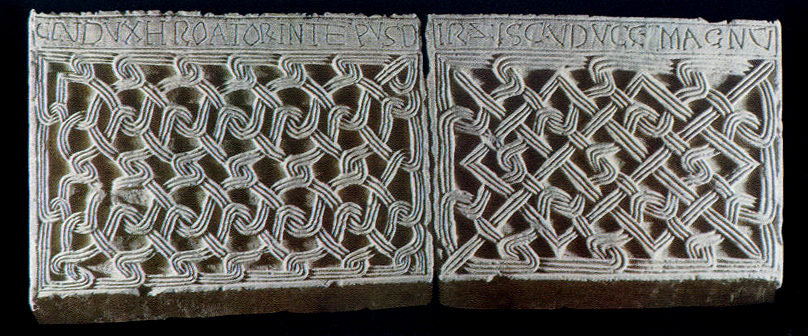
Un pleter con l'iscrizione "Re Držislav", X secolo.

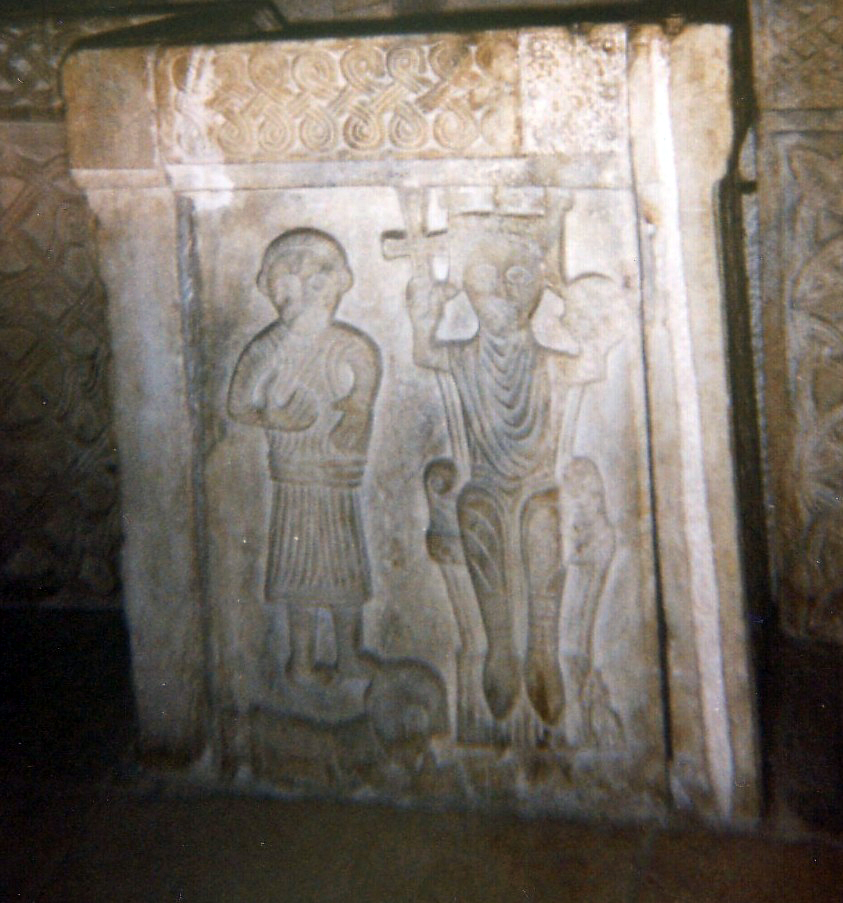
Frontale di altare raffigurante un re di Croazia, XI secolo.

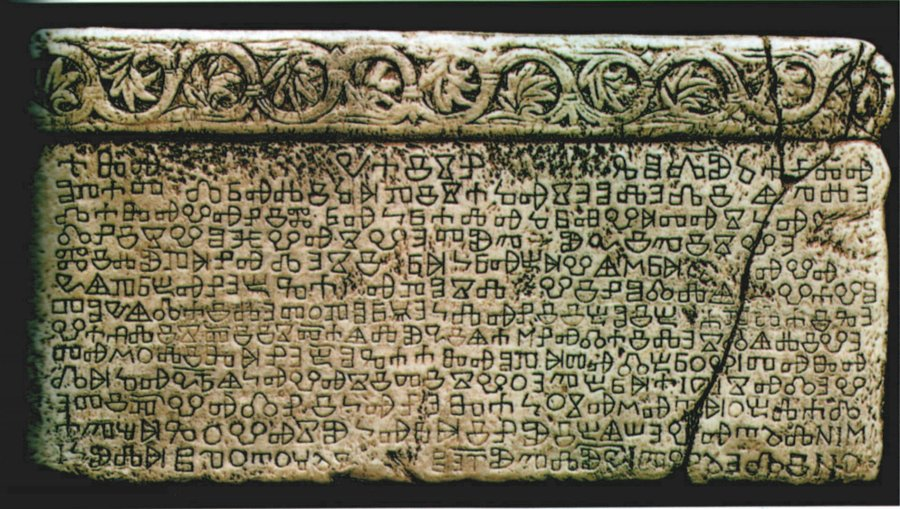
Lapide di Bescanuova, 1100 AD.

Tomislavo, discendente di Trpimir I, è considerato il fondatore della dinastia dei Trpimirović. Tra il 923 ed il 928, Tomislavo succedette ed unì i croati della Pannonia e della Dalmazia, ciascuna governata da un duca (principe) separato, e venne incoronato re a Delminio. La prima testimonianza dell'incoronazione di Tomislavo ci perviene da una lettera datata 925 e sopravvissuta in originale solo sino al XV secolo quando venne poi redatta in copie, nella quale papa Giovanni X indicava Tomislavo come rex Chroatorum. Lo stato di Tomislavo copriva la Pannonia, la Dalmazia, la Bosnia e la Slavonia. Egli amministrò il proprio regno con un gruppo di undici contee (županija) e un banato (Banovina). A ciascuna di queste regioni faceva capo una città fortificata.
Tomislavo entrò presto in conflitto coi Bulgari sotto lo zar Simeone I. Tomislavo firmò un patto con l'Impero bizantino che gli permise di ottenere il controllo sulle città bizantine della Dalmazia di modo da fermare l'espansione bulgara nella regione anche a vantaggio di Bisanzio stessa. Nel 926 Simeone tentò di rompere il compromesso creato da questo patto inviando il duca Alogobotur con un esercito di grandi dimensioni contro Tomislavo, ma questo esercito venne sconfitto nella Battaglia degli Altipiani Bosniaci. Secondo la contemporanea De Administrando Imperio, l'esercito di terra e la marina di Tomislavo contavano circa 100.000 fanti, 60.000 cavalieri, 80 navi da guerra pesanti e 100 leggere, ma tali cifre appaiono ad oggi agli storici eccessive.

### X secolo
La società croata portò avanti i propri maggiori cambiamenti nel corso del X secolo. I capi locali, gli župani, vennero rimpiazzati da fiduciari del re, i quali presero le terre dei precedenti proprietari, dando vita essenzialmente ad un primitivo sistema feudale. I precedenti contadini liberi divennero servi della gleba e cessarono di essere anche soldati dal momento che il potere militare della Croazia era solo elitario.
Tomislavo venne succeduto da Trpimir II (928–935) e da Krešimir I (935–945), i quali tentarono entrambi di mantenere buone relazioni sia con l'Impero bizantino che con il pontefice. Questo periodo, ad ogni modo, è rimasto oscuro perlopiù di fonti. Miroslav (945–949) venne ucciso dal suo bano, Pribina, durante delle lotte interne per il potere, e la Croazia nuovamente perse le isole di Brazza, Lesina e Lissa a favore dei duchi di Pagania. Le città stato dalmaziane ed il ducato di Bosnia vennero persi in favore di Bisanzio e la Sirmia passò ai Magiari.
Krešimir II (949–969) riportò l'ordine in gran parte dello stato. Egli mantenne in particolare ottime relazioni con le città dalmaziane ed assieme alla moglie Elena donò terre e chiese a Zara e Salona. Un'iscrizione del 976 conservata nella chiesa di Santa Maria di Salona nomina i due sovrani croati nel loro atto di donazione. Krešimir II venne succeduto da suo figlio Stjepan Držislav (969–997), il quale ricostruì anche le relazioni con l'Impero bizantino dal quale ottenne le insegne reali.

### XI secolo
Poco dopo la morte di Stjepan Držislav nel 997, i suoi tre figli, Svetoslav (997–1000), Krešimir III (1000–1030) e Gojslav (1000–1020), aprirono una violenta contesa del trono, indebolendo lo stato e permettendo ai veneziani sotto la guida del doge Pietro II Orseolo ed ai bulgari di Samuele di attentare ai possedimenti croati lungo l'Adriatico. Nell'anno 1000, Orseolo guidò la flotta veneziana e gradualmente ottenne l'intera costa adriatica per la Serenissima, oltre alle isole del Golfo di Quarnaro e Zara, poi Traù e la città di Spalato, seguite da Curzola e Lagosta. Krešimir III tentò di restaurare il controllo sulle città della Dalmazia ed ebbe alcuni successi che però sperdurarono sino al 1018, quando venne nuovamente sconfitto dai veneziani. Suo figlio, Stjepan I (1030–1058), riuscì a sottomettersi solo i duchi di Narentino che divennero suoi vassalli nel 1050.

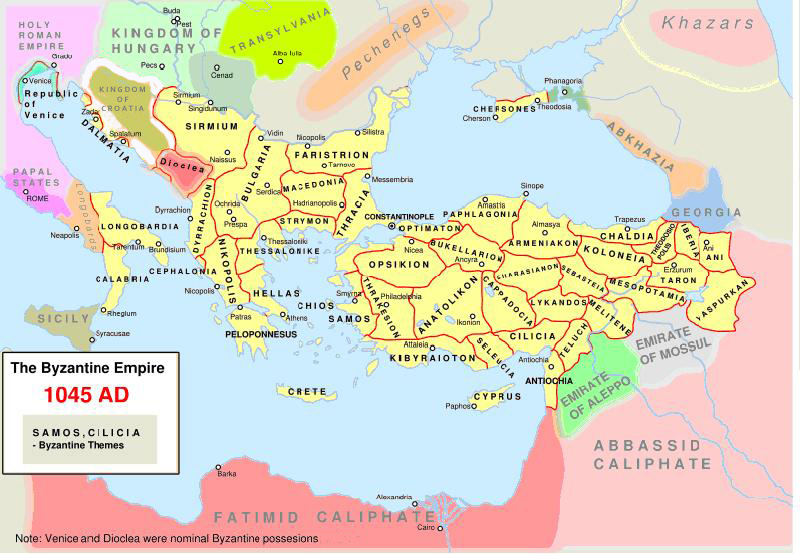
Mappa della Croazia nell'Impero bizantino nel 1045.

Durante il regno di Krešimir IV (1058–1074), il regno medievale di Croazia raggiunse il suo picco massimo. Kresimir riuscì a vedersi confermato il proprio status di regnante dall'Impero bizantino. Egli permise inoltre alla curia romana di venire maggiormente coinvolta nell'amministrazione religiosa delle aree sottoposte al suo controllo. La Croazia sotto Krešimir IV era composta da dodici contee ed era di poco più grande che al tempo di Tomislavo. Essa includeva il ducato di Pagania ed estendeva la propria influenza su Zaclumia, Travunia e Doclea.
Ad ogni modo, nel 1072, Krešimir assistette i Bulgari ed i Serbi nelle loro sommosse contro i padroni bizantini. L'Impero resistette inviando nel 1074 il conte normanno Amik ad assediare Arbe. I normanni fallirono nella cattura dell'isola, ma riuscirono a catturare il re stesso ed i croati vennero forzati ad abbandonare Spalato, Traù, Zara, Alba Marittima e Nona ai normanni. Nel 1075, Venezia bandì i normanni per assicurarsi personalmente il controllo delle città. La fine di Kresimir IV nel 1074 segnò anche de facto la fine della dinastia Trpimirović, che per due secoli aveva retto la Croazia.
Secondo il Cartulario di San Pietro, venne eletto un nuovo sovrano da sette bani: il bano di Croazia, il bano di Bosnia, il bano di Slavonia, ecc. I bani vennero prescelti tra le prime sei tribù croate.
Krešimir venne succeduto dal suo rivale: Dmitar Zvonimir (1075–1089), che in precedenza era stato bano di Slavonia. Egli ottenne il titolo di re da papa Gregorio VII e supportò poi i normanni guidati da Roberto il Guiscardo nella loro lotta contro l'Impero bizantino prima e Venezia poi tra il 1081 ed il 1085. Zvonimiro aiutò il trasporto delle truppe dallo Stretto di Otranto verso la città occupata di Durazzo. Le sue truppe assistettero i Normanni in molte battaglie lungo le coste albanesi e greche e per questo nel 1085 i bizantini decisero di riconoscere quali legittimi rappresentanti imperiali in Dalmazia i veneziani anziché i croati.
Il regno di Zvonimiro viene descritto nella cosiddetta Tavoletta di Baška, giunta sino ai nostri giorni, ed è ricordato come un tempo di pace e prosperità per la nazione, durante il quale le connessioni tra i Croati e la Santa Sede si intensificarono ulteriormente, al punto che questo facilitò notevolmente la diffusione del cristianesimo nell'area.
La capitale non era fissa ma la residenza reale variava di monarca in monarca; cinque città in totale ebbero il titolo di capitale e sede reale: Nona (Krešimir IV), Alba Marittima (Stephen Držislav, Krešimir IV), Tenin (Zvonimir, Petar Svačić), Sebenico (Krešimir IV), e Salona (Krešimir II).

### Declino e guerra

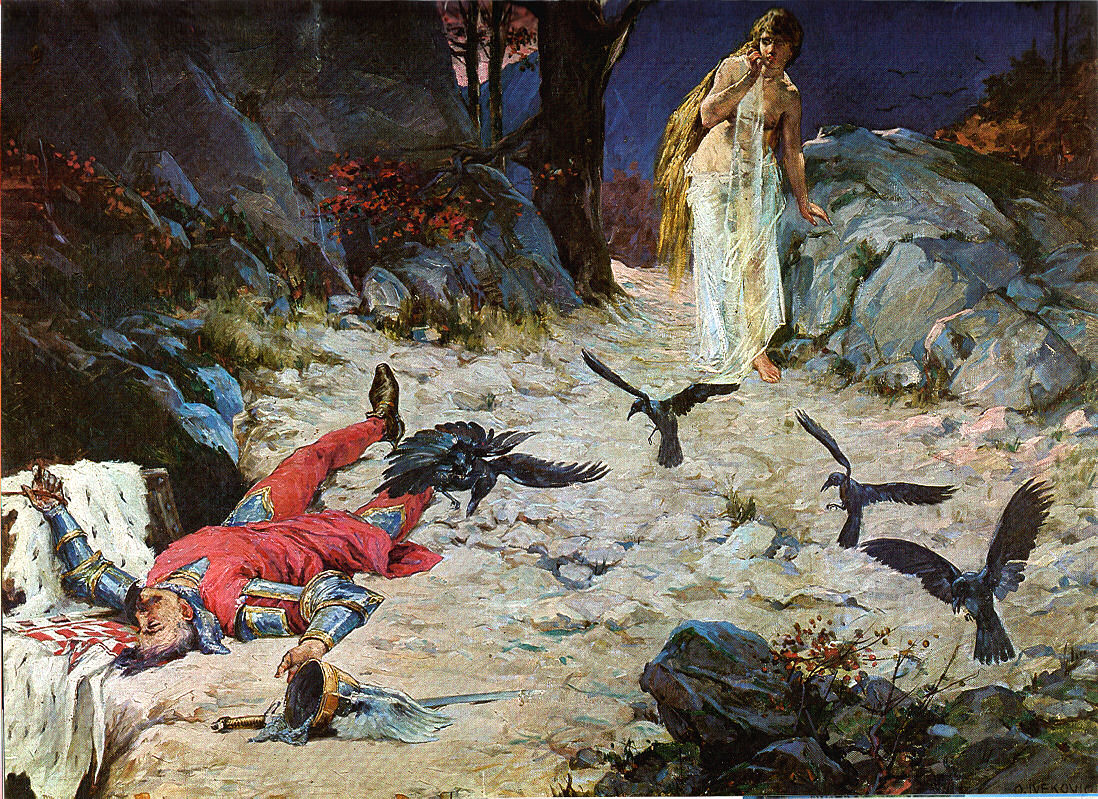
Morte del re Pietro sul monte Gvozd nell'anno 1097 dipinto di Oton Iveković.

Demetrius Zvonimir (morto nel 1089) fu un Re di Croazia della linea di Svetoslavić della Casa di Trpimirović. Egli iniziò la propria carriera come bano di Slavonia al servizio del re Stefano I e poi come Duca di Croazia sotto il suo successore, Peter Krešimir IV. Peter lo dichiarò suo erede e nel 1074/1075, Demetrius Zvonimir succedette al trono croato. Demetrius Zvonimir sposò nel 1063 la sua lontana parente Jelena Lijepa ("Jelena la Bella"). La regina Jelena (Ilona) era una principessa ungherese, figlia del re Béla I della dinastia ungherese degli Arpadi, e sorella del futuro re Ladislao I d'Ungheria. Demetrius Zvonimir e Jelena ebbero un figlio, Radovan, che morì giovane. Re Demetrius Zvonimir morì nel 1089. Le esatte circostanze della sua morte sono ad oggi sconosciute ma secondo una leggenda priva di fonti re Zvonimir sarebbe stato ucciso durante la rivolta dei Sabor nel 1089. Senza eredi maschi diretti a succedergli, Stefano II (regnante dal 1089–1091) della linea dei Trpimirović ascese al trono in età avanzata e regnò per soli due anni. Questa successione venne contestata da una fazione di nobili della Croazia settentrionale (Pannonia). Questi nobili offrirono la corona croata al re Ladislao I d'Ungheria, il quale pretendeva tale titolo in quanto parente più prossimo alla regina Jelena, vedova del re Demetrius Zvonimirvolment
Stefano II fu l'ultimo re della Casa di Trpimirović. Il suo governo fu perlopiù senza effetti e si concluse in breve tempo tale da impedirgli significative riforme. Egli trascorse gran parte del suo regno nel tranquillo monastero di Sv. Stjepan pod Borovima (Santo Stefano ai pini) presso Spalato. Morì all'inizio del 1091 senza eredi. Dal momento che non vi erano altri membri maschi della Casa di Trpimirović, scoppiò poco dopo una guerra civile. Nel contempo (1091), con la morte di Stefano II, re Ladislao I d'Ungheria accettò la nomina propostagli dai nobili settentrionali alla corona croata, entrando nel nuovo possedimento con un grande esercito nel 1094, ottenendo il controllo della Pannonia con estrema facilità. Durante quello stesso anno (1094) egli fondò la diocesi di Zagabria, che diverrà poi il principale centro ecclesiastico della Croazia. Ad ogni modo, le pretese di Ladislao vennero rigettate da una parte dei nobili viventi a sud del paese, che resistettero con forza per mantenere la loro indipendenza. A quel tempo, l'imperatore bizantino Alessio I Comneno inviò i Cumani ad attaccare l'Ungheria e costrinse così l'esercito ungherese a ritirarsi dalla Croazia. Alessio, comunque, permise al principe ungherese Almos di governare il nord della Croazia.
Nel 1093, i signori feudali della Croazia meridionale, combattendo per rimanere indipendenti dall'Ungheria, elessero un nuovo governante, re Peter Svačić (regnante 1093–1097). Egli tentò di unificare il regno attorno alla capitale Tenin e forzò il principe ungherese Álmos nella Croazia settentrionale nel 1095. Con questo egli restaurò il governo croato lungo il fiume Drava, reclamando tutti i territori persi in favore di Ladislao I, che morì nel 1095.

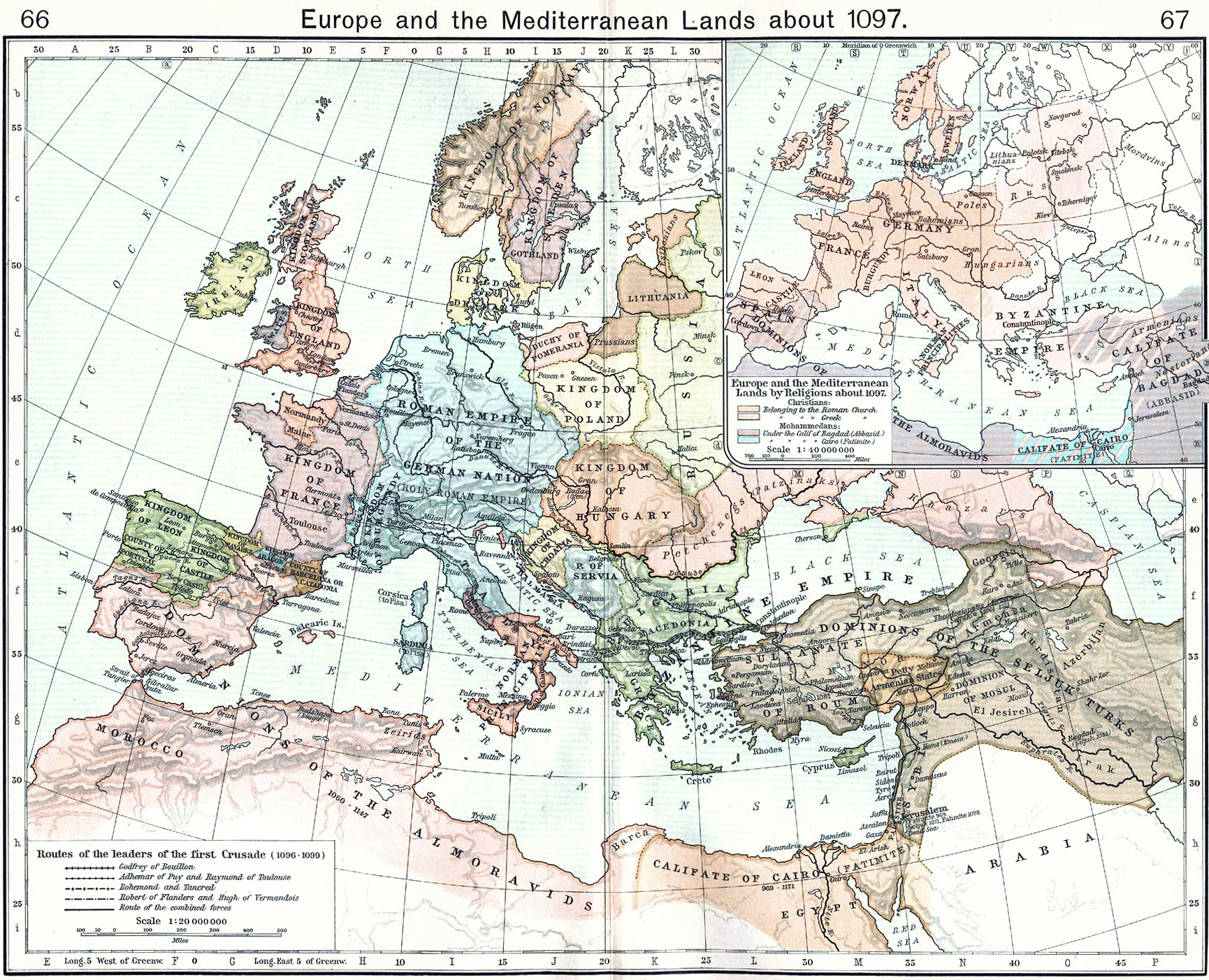
Il Regno di Croazia c. 1097-1102, durante la crisi di successione.

Il successore e nipote di Ladislao fu il re Colomanno che riuscì a pressare i croati con una campagna nelle loro terre. Egli fece pace con papa Urbano II e poté dunque inviare un grande esercito in Croazia nel 1097. Sotto la sua guida, l'esercito ungherese riuscì presto a sconfiggere le difese di Peter lungo il fiume Drava ed ottenne nuovamente il controllo sulle pianure della Pannonia. Riassemblate le proprie forze, egli partì verso il Monte Gvozd dove si scontrò con l'esercito croato al comando del re Peter. Nella successiva Battaglia di monte Gvozd, re Peter venne ucciso ed i croati vennero definitivamente sconfitti. Come conseguenza della battaglia, il re Colomanno ottenne il controllo di gran parte della Croazia senza resistenza. Ad ogni modo, quando nel 1099 Colomanno e le sue forze vennero richiamate a nord-est per combattere i Ruteni ed i Cumani in Galizia, i nobili croati colsero l'occasione per liberarsi degli ungheresi ancora una volta. Nel 1102 Colomanno fece ritorno in Croazia con le sue forze e negoziò con i signori feudali croati. Come conseguenza, re Colomanno venne incoronato re d'Ungheria e Croazia e le due corone vennero congiunte ad personam.

#### Controversie sull'unificazione: iPacta conventa

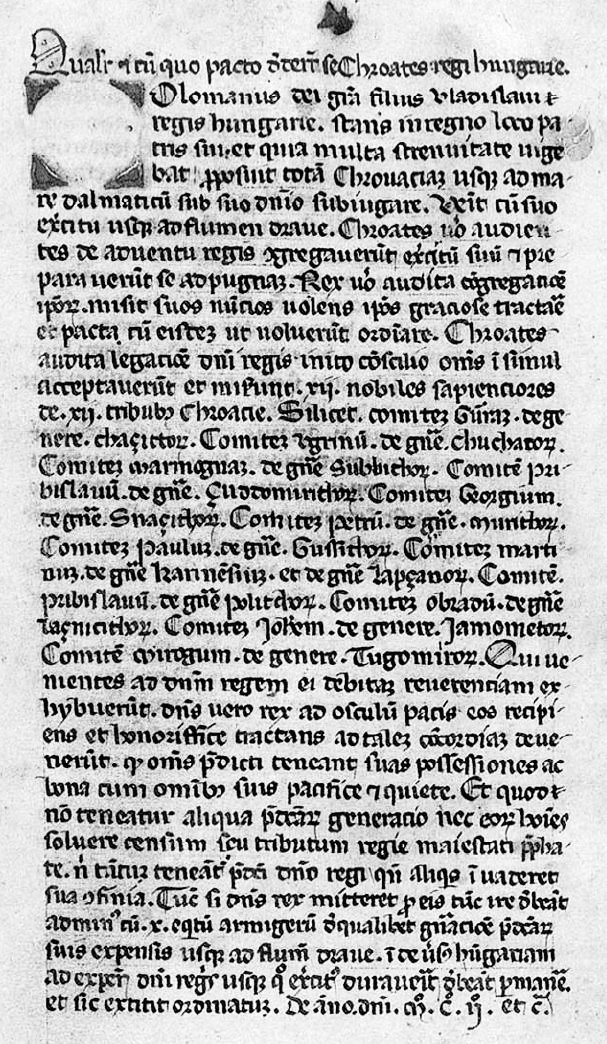
Pacta conventa conservati presso il Museo Nazionale Ungherese

Gli eventi attorno all'unificazione della Croazia e dell'Ungheria sono state e sono tuttora fonte di grandi controversie tra gli storici. Gli storici croati sono propensi nel ritenere che venne creata unicamente un'unione ad personam, mentre gli ungheresi sostengono che la Croazia venne fisicamente conquistata de facto dall'Ungheria. Il tutto viene complicato dalle fonti che talvolta ci indicano una Croazia agente come stato indipendente, mentre altre ce la indicano come vassallo dell'Ungheria. Di certo si sa che la Croazia mantenne sempre una certa indipendenza interna.
Alla base delle contese si trovano i pacta conventa, un supposto patto in base al quale, nel 1102, la nobiltà croata sancì un accordo con il sovrano ungherese Colomanno, erede della corona croata, mediante cui il regno di Croazia veniva unito con quello d'Ungheria in un unico stato. Secondo la storiografia croata tale status sarebbe durato fino al 1918. La lotta dinastica che seguì la catastrofica battaglia di Mohács nel 1526 non avrebbe cambiato il valore dei pacta conventa e le due corone unite furono prese legalmente da Ferdinando I d'Asburgo
La storiografia ungherese considera il documento una falsificazione. Il più vecchio manoscritto dei pacta conventa risale al XIV secolo ed è conservato nel museo di Budapest.

### L'unione con l'Ungheria

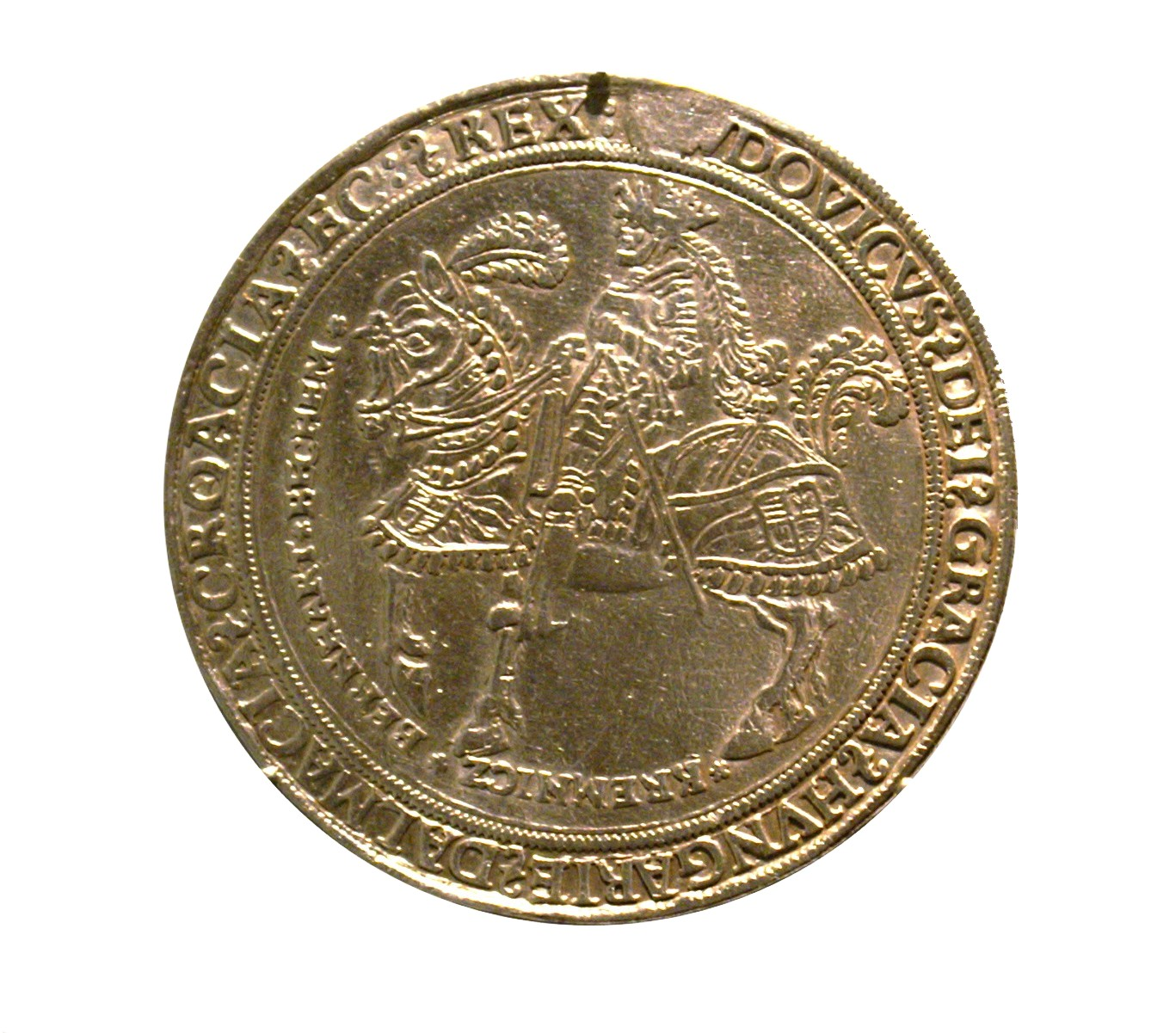
Moneta di Luigi II d'Ungheria con l'iscrizione in latino: "Luigi per grazia di Dio re d'Ungheria, Dalmazia e Croazia"

Nell'unione con l'Ungheria, le istituzioni separate della Croazia come il Sabor (assemblea di nobili croati) ed il banato (vicereame) mantennero il loro status, oltre al fatto che i nobili croati poterono mantenere le loro terre ed i loro titoli nobiliari. I successori di Colomanno proseguirono la sua politica e continuarono ad essere incoronati re di Croazia separatamente a Alba Marittima sino al tempo di Béla IV d'Ungheria.

#### Feudalesimo
Il re ungherese introdusse inoltre una variante nel sistema feudale. Grandi feudi vennero garantiti a persone singole così che potessero difenderle dalle incursioni esterne con maggiore potere. Questo fatto ad ogni modo diede maggior potere economico e militare alla nobiltà locale ed il regno stesso perse influenza a favore delle casate dei Frangipane, Šubić, Lacković, Nelipčić, Kačić, Kurjaković, Drašković, Babonić e altre. Durante questo periodo, anche i cavalieri Templari e gli Ospedalieri acquisirono diverse proprietà in Croazia.
Gli ultimi re della Croazia ungherese indipendente cercarono di coalizzarsi con i villaggi locali contro la nobiltà concedendo loro lo status di liberi borghi di città reali, ma senza il successo sperato.
I principi di Bribir della famiglia Šubić divennero particolarmente influenti all'epoca di Pavao Šubić Bribirski (1272–1312) che ottenne il controllo di gran parte della Dalmazia, Slavonia e Bosnia durante i conflitti interni tra Arpadi e Angiò. Successivamente, ad ogni modo, gli Angiò intervennero in Croazia e scacciarono le famiglie Šubić e Babonić (1322). Gli ungheresi restaurarono il loro completo potere in Dalmazia nel 1358 grazie al Trattato di Zara.

#### Le guerre ottomane
Quando iniziarono le incursioni turche in Europa, la Croazia si trovò ancora una volta coinvolta nei conflitti tra le maggiori potenze dei Balcani. I croati sotto la guida del francescano italiano fra Giovanni da Capestrano e del generalissimo ungherese János Hunyadi contribuirono alla vittoria cristiana sugli ottomani durante l'Assedio di Belgrado del 1456, subirono però una pesante sconfitta nella battaglia della Corbavia nel 1493 e gradualmente perdettero i loro territori a favore dell'Impero ottomano.
Papa Leone X definì la Croazia come la frontiera della cristianità (Antemurale Christianitatis) nel 1519, dando merito a molti soldati croati per i loro sforzi bellici contro i turchi. Tra questi vi erano il bano Petar Berislavić che vinse nella battaglia di Dubica presso il fiume Una nel 1513, il capitano di Segna e principe di Clissa Petar Kružić, che difese la Fortezza di Clissa per quasi 25 anni, il capitano Nikola Jurišić che respinse le forze turche sulla via per Vienna nel 1532 e il bano Nikola Šubić Zrinski che salvò Pest dall'occupazione turca nel 1542 e combatté nella assedio di Szigetvár del 1566.
La battaglia di Mohács del 1526 fu un evento cruciale per il governo della dinastia degli Jagelloni che si presentò dopo la morte di re Luigi II d'Ungheria. La sconfitta enfatizzò tutta l'incapacità dei militari feudali cristiani di far fronte all'avanzata ottomana, che rimase il maggior problema dell'area per secoli.

### L'unione dopo il 1526
La battaglia di Mohács e la morte di re Luigi II posero fine al governo ungherese della Croazia. Nel 1526 il parlamento ungherese elesse János Szapolya a nuovo re d'Ungheria, ma un separato parlamento ungherese elesse Ferdinando d'Asburgo. Il parlamento croato riunito a Cetin unanimemente elesse Ferdinando d'Asburgo quale nuovo re di Croazia il 1º gennaio 1527, unendo entrambe le terre sotto il dominio asburgico. L'Impero ottomano si espanse ulteriormente nel XVI secolo sino ad includere gran parte della Slavonia, la Bosnia occidentale e Licca.
La Croazia da quel momento divenne un regno formalmente inglobato all'interno della potenza degli Asburgo e perse la propria naturale indipendenza.